# Мухавка

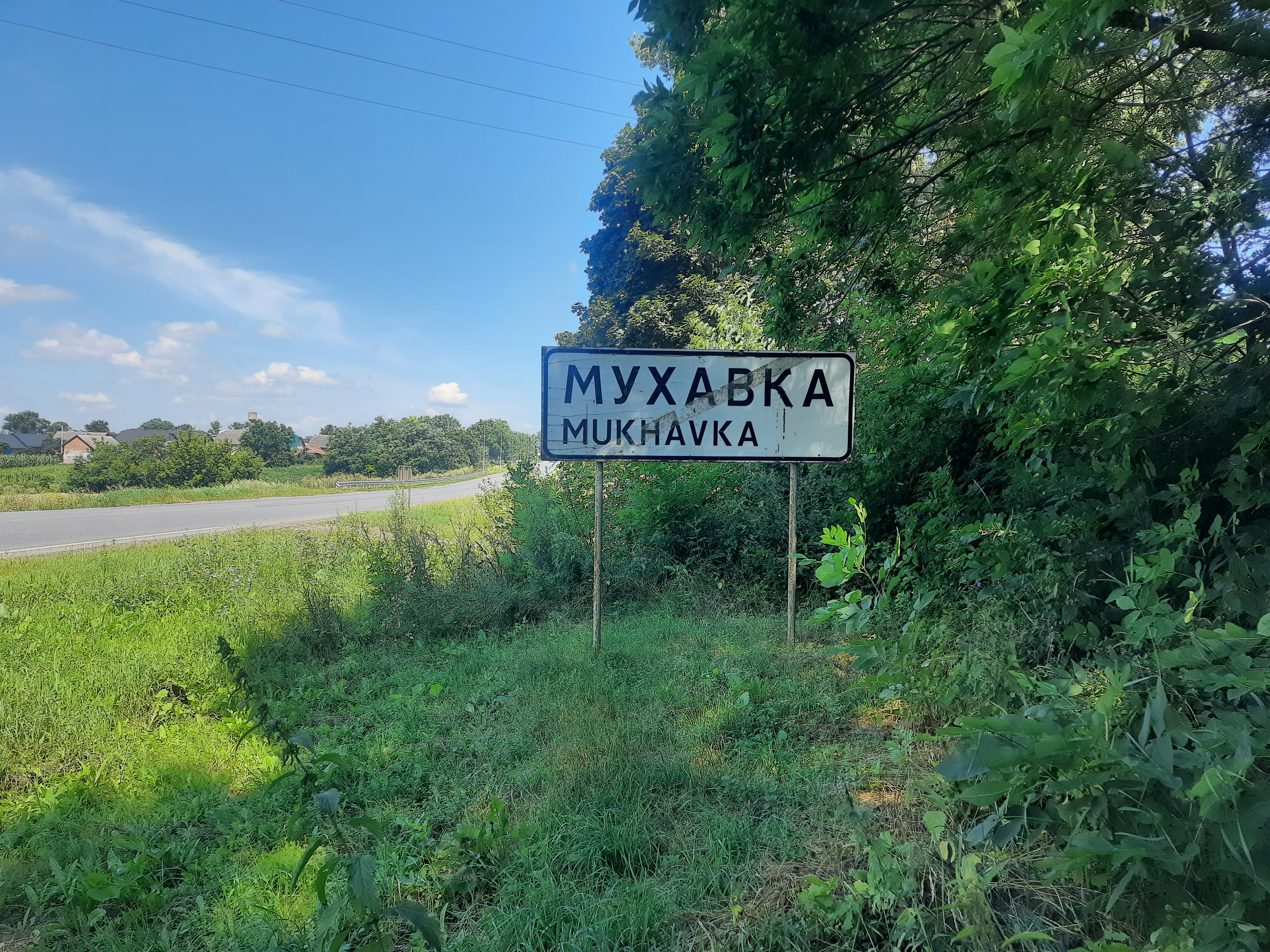
Дорожній знак при в'їзді в село

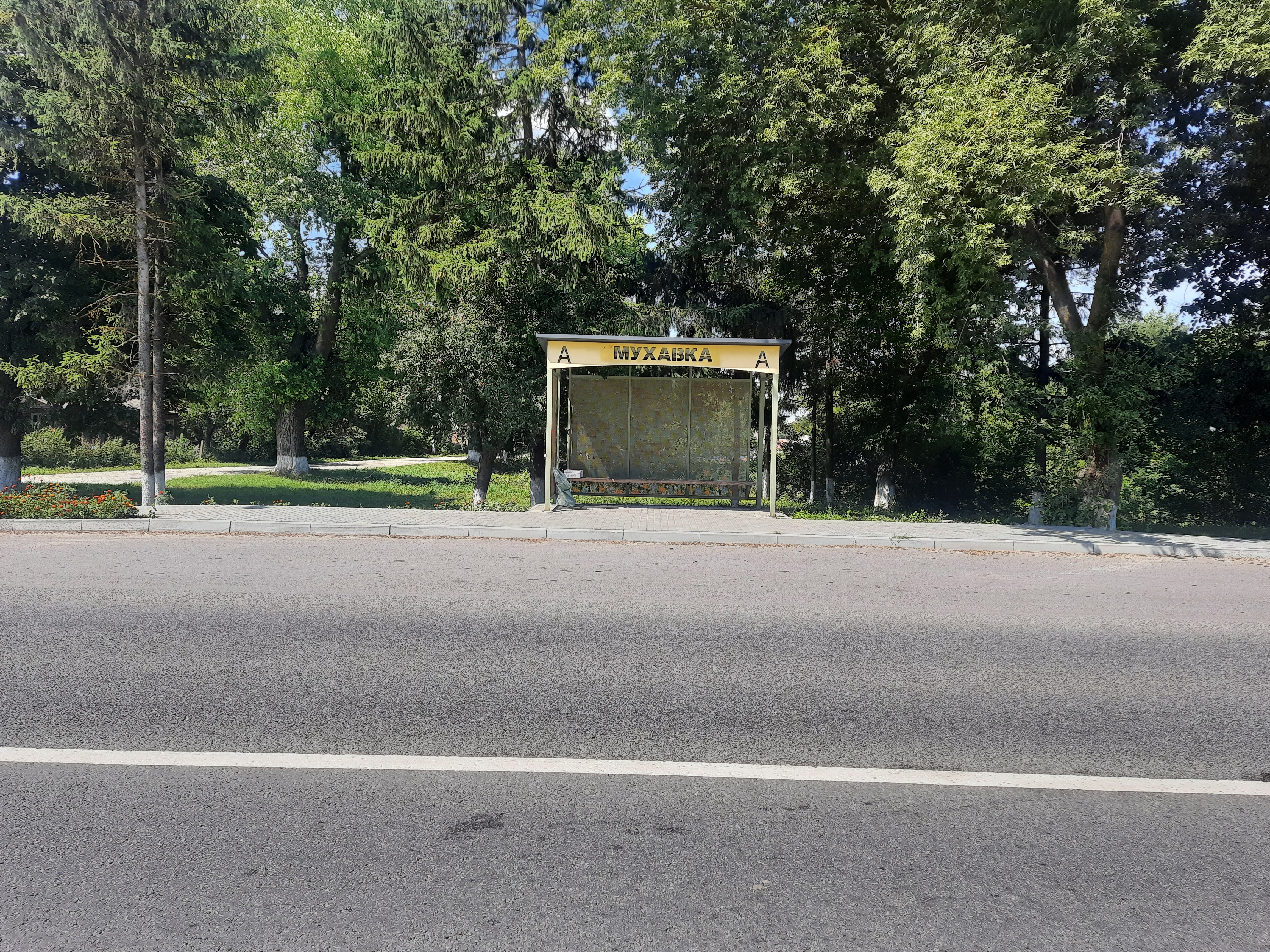
Автобусна зупинка

Мух́авка (пол. Muchawka, нім. Muchawka, англ. Mukhavka) — село в Україні, у Нагірянській селищній громаді Чортківського району, Тернопільської області. Адміністративний центр колишньої Мухавської сільської ради. Згідно польських та австрійських документів «Список населених місць Тернопільської округи 1867 року» до села Мухавка належали хутори: Жабинці, Пуляк і Ставки.
Село Мухавка відоме по письмових джерелах з 1448 року.

Мухавка на топографічній мапі Королівства Галичини та Володимирії у 1779–1783 роках

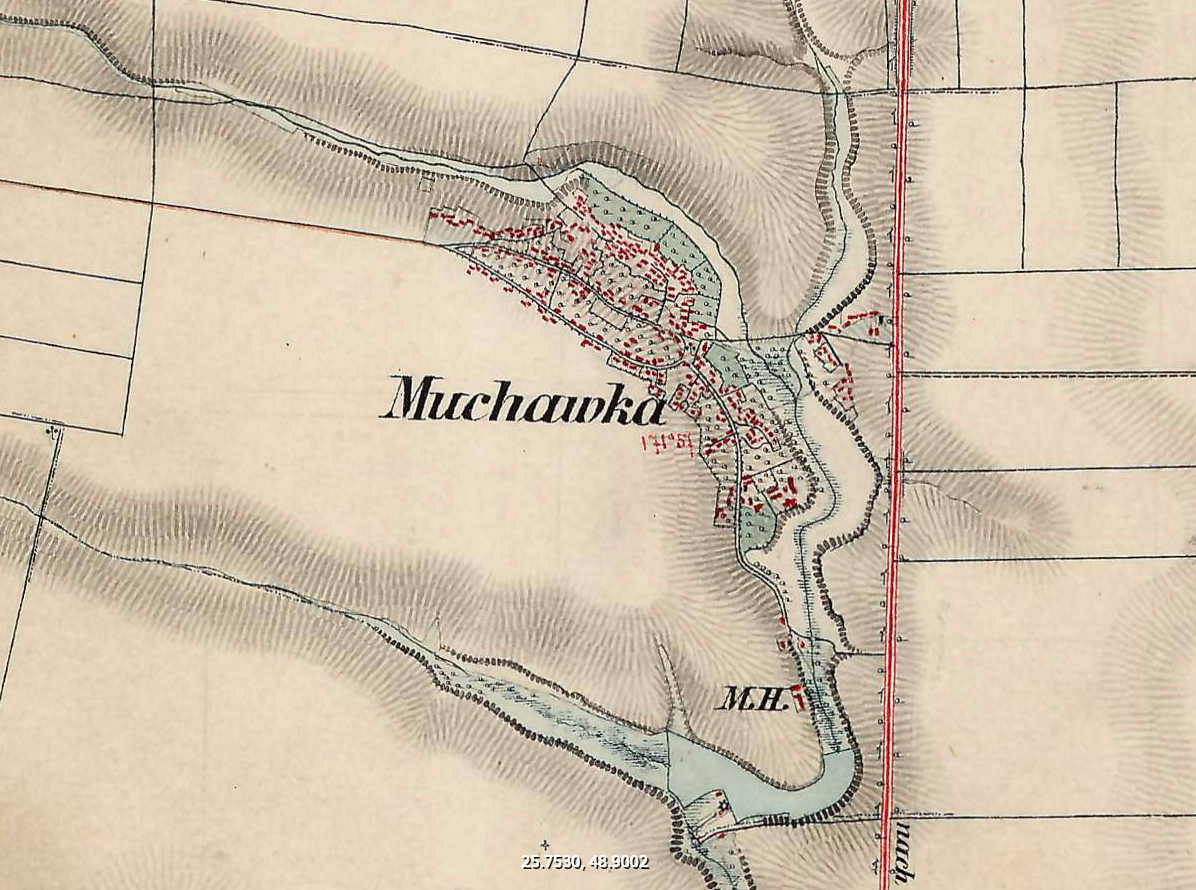
Мухавка на топографічній мапі Галичини та Буковини у 1861–1864 роках

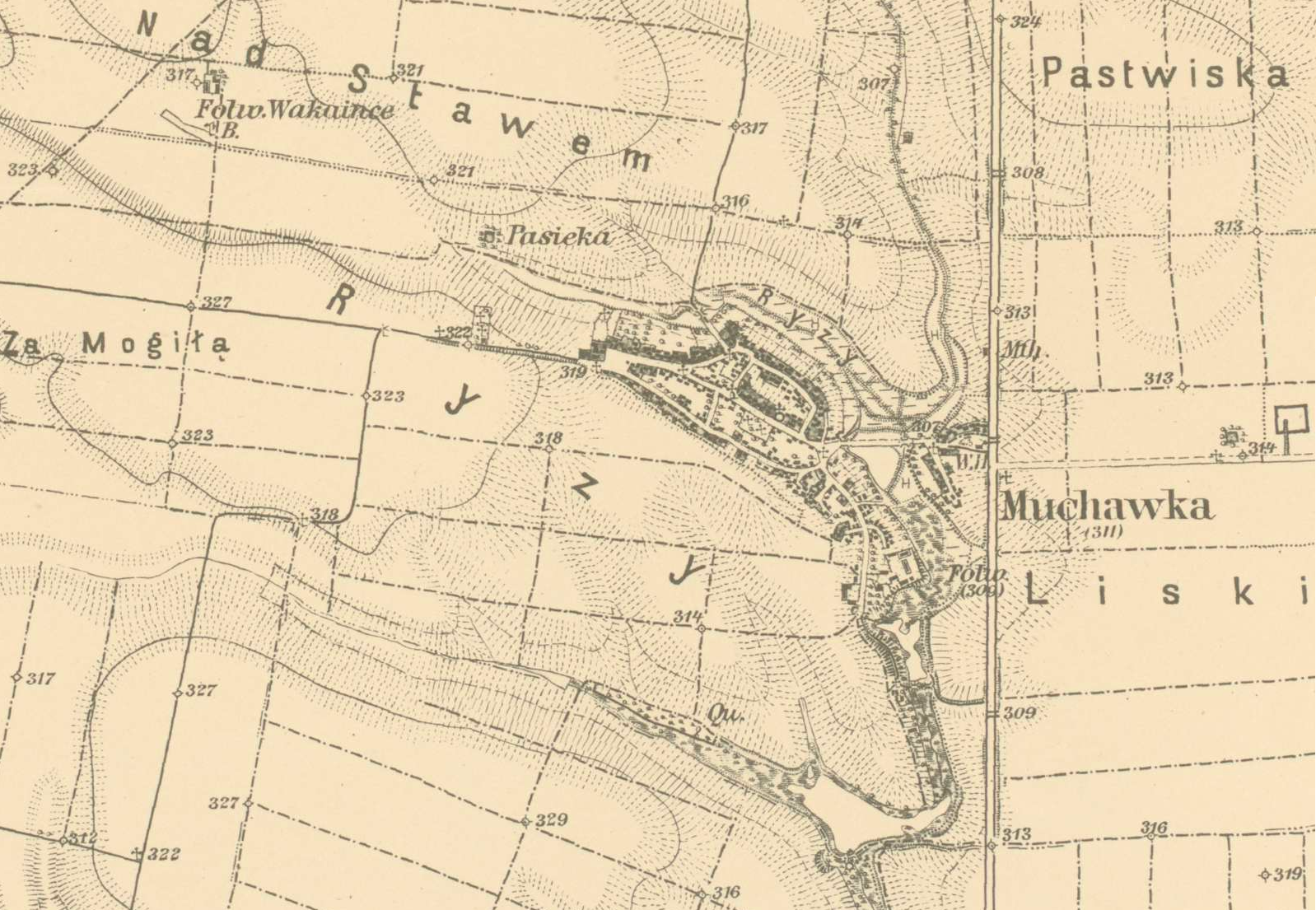
Мухавка на топографічній мапі Королівства Галичини та Володимирії у 1869-1887 роках

Мухавка на топографічній мапі Королівства Галичини та Володимирії, 1884 рік

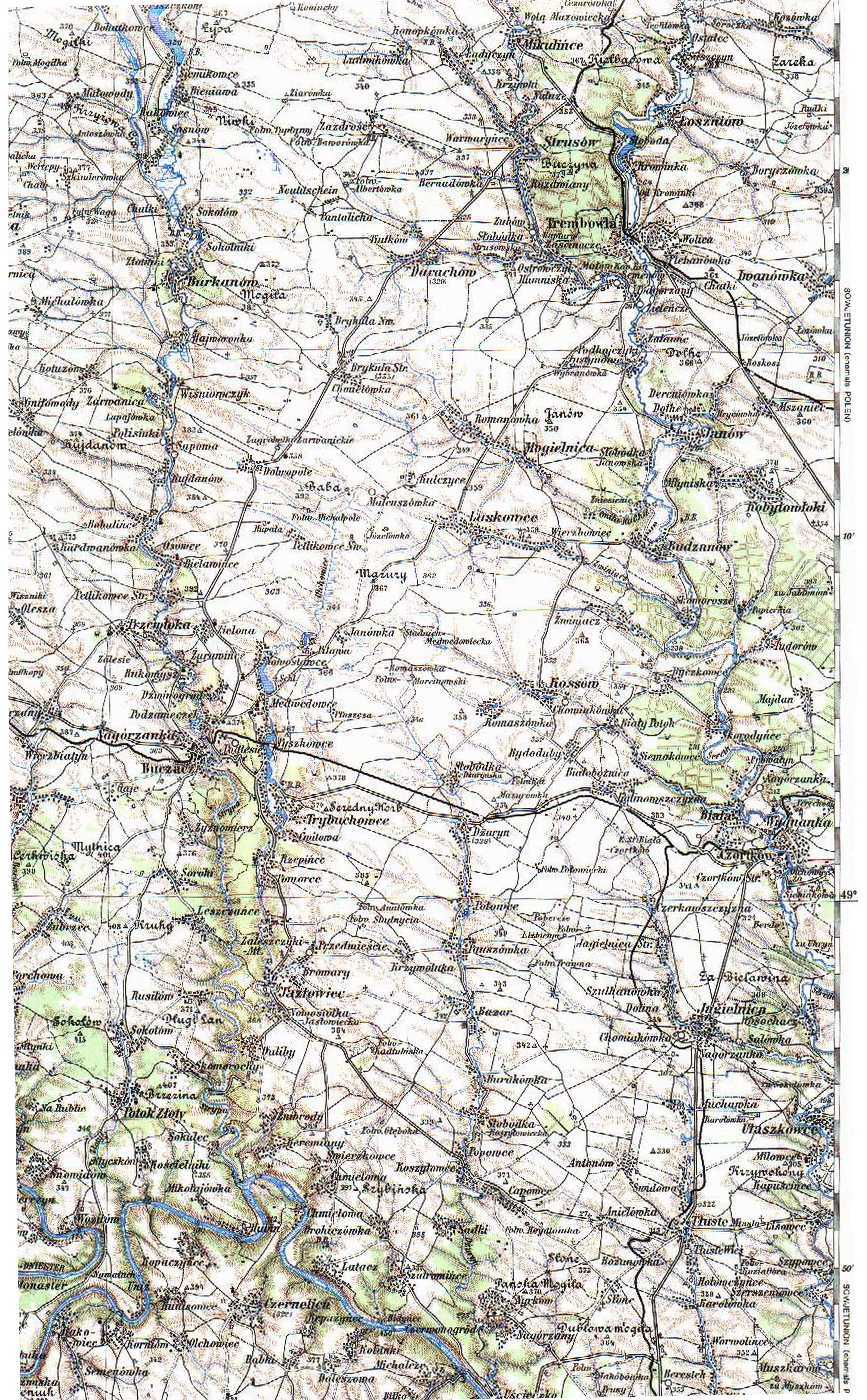
Мухавка на топографічній мапі Королівства Галичини та Володимирії 1902 року

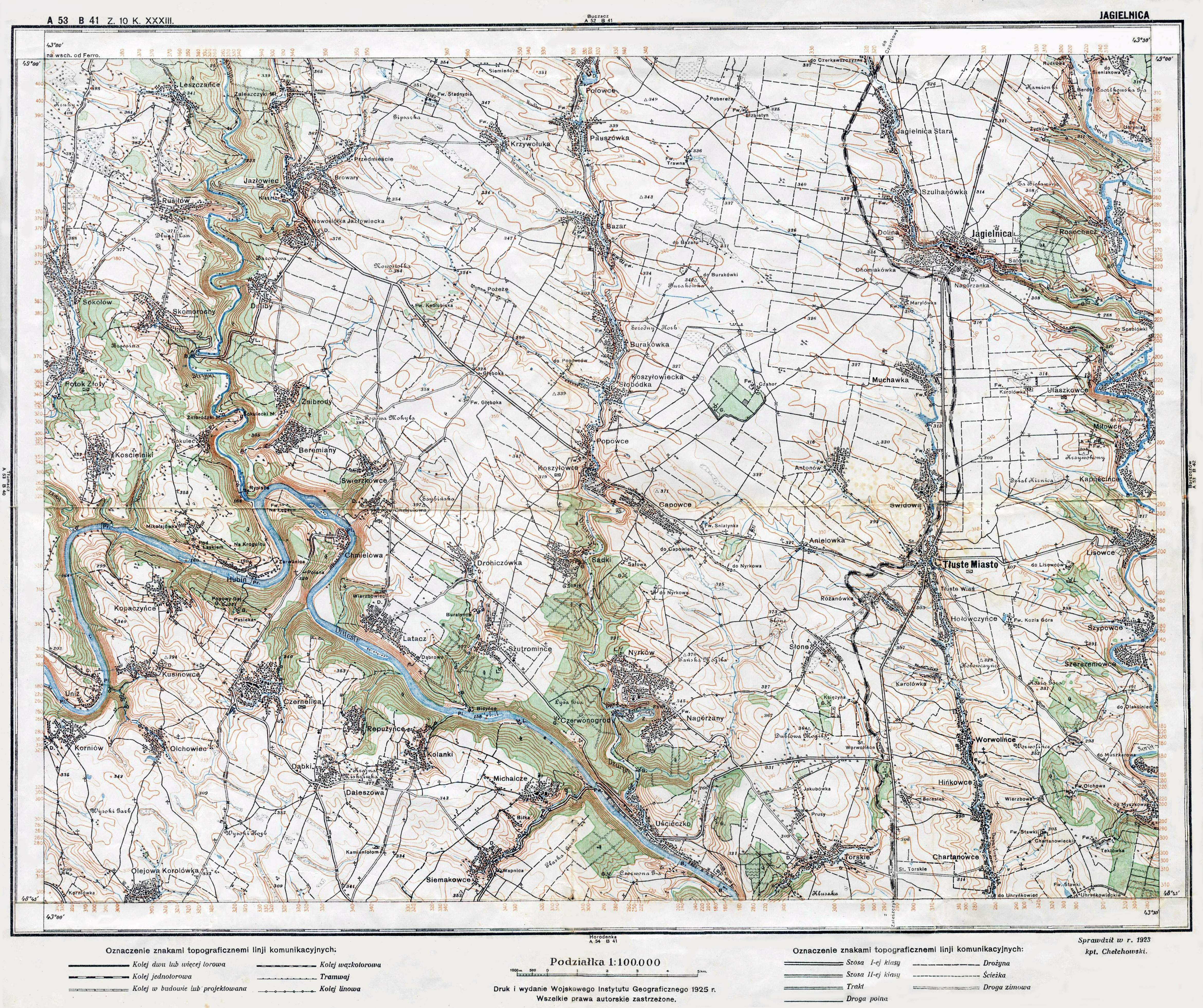
Мухавка на топографічній мапі Польської Республіки 1923 року

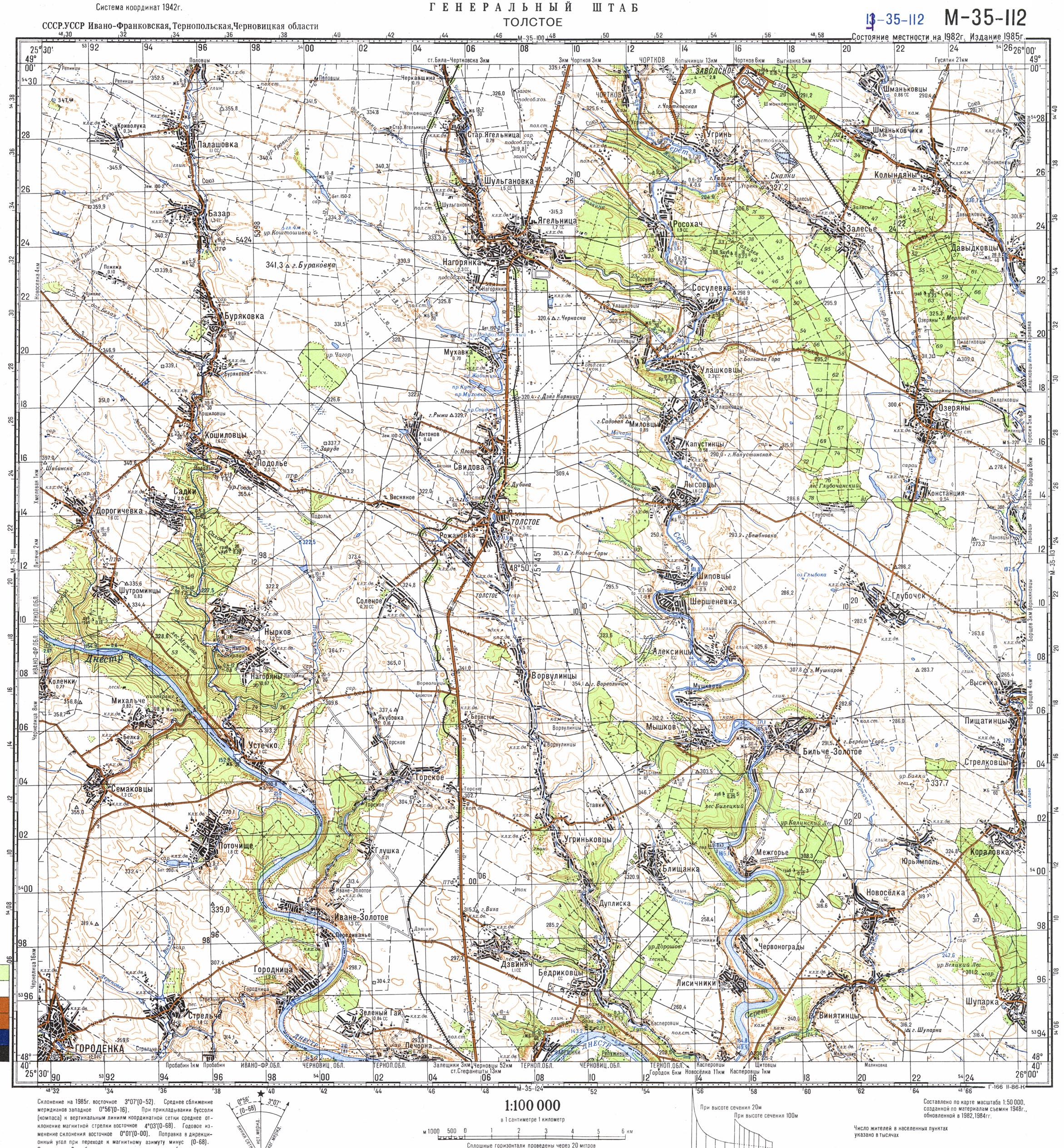
Мухавка на карті генштабу СРСР, 1948 рік. Квадрат m-35-112

## Назва
Найімовірнішою версією походження назви села Мухавка є те, що назва села пов'язана з річкою Тупою.
Згідно з цією версією, назва села Мухавка походить від великої кількості мух, які водилися в річці Тупі. Ця версія має право на існування, оскільки річка Тупа є невеликою річкою, яка є ідеальним місцем для розмноження мух.
Від цього можливо і походить назва села – Мухавка.
На користь цієї версії свідчить також те, що в українській мові є багато інших назв населених пунктів, які пов'язані з мухами. Наприклад, села Мухляки, Мухоловка, Мухи.

## Розташування
Село Мухавка розташоване по обох берегах р.Тупа (Дупла, пол. Tępa, Duba, Dupa, Dupła), правої притоки річки Серет, басейну річки Дністер. На річці Тупа, перед селом, в самому селі і за селом створено каскад з 13 ставків.
Відстань до районного центру — міста Чортків 15 км, до адміністративного центру громади — селища Нагірянки — 4 км. Дорога проходить автошляхом міжнародного значення М19E85.

### Місцевості
- Мухавка — село. На правому березі річки Тупа знаходяться частини села Центр, Долішня, Обранівка та Фільварок, на лівому – Волощина.
- Жабинці — хутір (до 1970 року), розташований за 1 км на південь від села. В 1952 році на хуторі було 5 дворів, 15 жителів. У середині 1970-х років мешканці хутора переселилися в село Мухавка.
- Пуляк — хутір (до 1947 року), розташований за 1,3 км на південь від села. На хуторі було господарство Михайла Пуляка, панський млин і хата мельника. У 1947 році сина М. Пуляка Івана з онуком Степаном засуджено на 25 років ув'язнення. І. Пуляк повернувся у 1953 році, внук — 1958 році; поселились у ближньому селі Хом'яківка.
- Ставки (Wakaince) — хутір (до 1950 року), розташований за 1,4 км на північний захід від села. В 1949 році на хуторі було 7 дворів, 45 жителів.

## Історія

### Давні часи
Поблизу села Мухавка виявлено древні археологічні пам'ятки.
- «Поселення Мухавка І»
- «Поселення Мухавка II»
- «Могильник ґрунтовий Мухавка III»

### Середньовіччя
З XV столітті село Мухавка у власності роду Бучацьких.
Перша писемна згадка датована 1469 роком.
У XVI столітті село Мухавка перейшло у власність роду Лянцкоронських.
Згідно "Словника географічного Королівства Польського і інших країн слов'янських" станом на 1565 рік Ягільниця і ймовірно навколишні села, в тому числі і село Мухавка є власністю роду Лянцкоронських.
Приналежність села Мухавка до роду Лянцкоронських прослідковуються і в наступних століттях, зокрема, згідно архівних документів XVIII століття "Список маєтків Лянцкоронських у 1770 році" та "Список податків, які сплачували жителі села Мухавка роду Лянцкоронських у 1775 році", в  XIX столітті в книзі "Кадастровий опис села Мухавка" 1847 року зазначено, що селом Мухавка володіє граф Ян Лянцкоронський, в книзі "Покажчик усіх місць, розташованих у королівстві Галичини та Лодомерії, а також у Великому князівстві Краківському та князівстві Буковині"  1885 року зазначено, що селом Мухавка володіє граф Кароль Лянцкоронський.
| Spis katastralny wsi Muchawka 1847 rok Wieś Muchawka | Кадастровий опис села Мухавка 1847 рік Село Мухавка |
| Wieś Muchawka położona jest w powiecie Czortkowieckim, na terenie wsi Jagiełnica. Wieś ma powierzchnię 804 morgi. Ludność wsi wynosi 1000 osób. W wsi znajduje się cerkiew prawosławna, szkoła i 2 karczmy. Ziemie wsi Muchawka są własnością Jego Wysokości hrabiego Jana Lanckorońskiego. W wsi znajdują się następujący właściciele działek gruntowych: · Jego Wysokość hrabia Jan Lanckoroński - 600 mórg; · Jan Krawiec - 100 mórg; · Michał Krawiec - 50 mórg; · Jan Iwanczuk - 50 mórg; · Michał Iwanczuk - 50 mórg. Wieś Muchawka ma następujące dochody: · z dzierżawy ziemi - 1000 złotych; · z podatków - 500 złotych. Wydatki wsi Muchawka: · na utrzymanie cerkwi prawosławnej - 200 złotych; · na utrzymanie szkoły - 100 złotych; · na utrzymanie karczm - 200 złotych. Czysty zysk wsi Muchawka wynosi 500 złotych. | Село Мухавка розташоване в повіті Чортківському, на території волості Ягільниця. Село має площу 804 морги. Населення села становить 1000 осіб. У селі є православна церква, школа та 2 корчми. Землі села Мухавка є власністю Його Високості графа Яна Лянцкоронського. У селі є наступні власники земельних ділянок: · Його Високість граф Ян Лянцкоронский - 600 моргів; · Іван Кравець - 100 моргів; · Михайло Кравець - 50 моргів; · Іван Іванчук - 50 моргів; · Михайло Іванчук - 50 моргів. Село Мухавка має наступні доходи: · від оренди землі - 1000 злотих; · від податків - 500 злотих. Витрати села Мухавка: · на утримання православної церкви - 200 злотих; · на утримання школи - 100 злотих; · на утримання корчм - 200 злотих. Чистий прибуток села Мухавка становить 500 злотих. |

Згідно "Словника географічного Королівства Польського і інших країн слов'янських Т.6" , виданого у 1885 році, на 790-791 сторінках зазначено, що cело Мухавка належало до Ягільницького маєткового комплексу — т.з. Ягольницького ключа, яким рід Лянцкоронських володів до 1939 року.
| Muchawka, wś, pow. czortkowski, nad rz. Dupą, o 6 km. na płd. od Jagielnicy i tyleż na płd. od Tłustego, przy gościńcu rządowym lwowskozaleszczyckim, graniczy na wschód z Ułaszkowcami i Milowcami, na płd. ze Swidową, ną zach. z Antonowem, na płn. z Nagorzanką, przedmieściem Jagielnicy, leży w najlepszej podolskiej glebie; oprócz zwykłych zboż udaje się tu doskonale kukurydza i tytuń, którego znaczne plantacye utrzymują włościanie dla pobliskiej fabryki tytoniu w Jagielnicy; obszar dwor. grun. orne 872, łąk 94 pastw. 9; włośc. grun. orne 1376, łąk 68, pastw. 2 kw., mr. ; ludn. rzym. kat. 222, par. w Jagielnicy, gr. kat. 680, par. Świdowa, szkoła filialna o 1 nauczycielu, kasa pożyczk, z kapit. 1600 zł. a. w. Sąd pow. Czortków, urząd poczt. Jagielnica. Należy z całym kluczem ułaszkowieckim do Karola hr. Lanckorońskiego. | Мухавка, село, повіт Чортковський, на р.Тупа, близько 6 км на південь від Ягольниці і рівно на південь від Тлусте, при державній дорозі Львів-Заліщики, межує на сході з Улашківцями та Милівцями, на півдні зі Свидовою, на зах. з Антоновом, на півночі з Нагірянкою, передмістям Ягольниці, лежить у найкращій подільській землі; крім звичайних зернових, тут дуже добре росте кукурудза і тютюн, великі плантації якого утримують селяни для сусідньої тютюнової фабрики в Ягольниці; огляд території: земля орна 872, луки 94 пасовища. 9; земля орна у волості 1376, луки 68, пасовища 2 квадратних морги; населення: р-кат. 222 до парафії в Ягольниці, гр.-кат. 680 до парафії в Свидові, філіальна школа з 1 учителем, позичкова каса з капіталом 1600 злотих. окружний суд в Чорткові, поштове відділення в Ягольниці. Належить з цілим Улашківським ключем графу Каролю Лянцкоронському. |
| Słownik geograficzny Królestwa Polskiego i innych krajów słowiańskich. T.6, s.790-791 | Географі́чний словни́к Королі́вства По́льського та інших слов'янських теренів. Т.6, с.790-791 |

Ягільницький ключ охоплював землі довкола містечок Ягільниці та Улашківців, а також села Антонів, Хом’яківка, Долина, Нагірянка, Мухавка, Свидова, Сосулівка, Стара Ягільниця, Росохач, Салівка, Шульганівка і Заболотівка та налічував 14 фільварків. Фільварки в селах Стара Ягільниця, Росохач, Сосулівка, Мухавка, Свидова і Антонів здавалися в оренду.
На території Ягільницького ключа діяло дві гуральні, броварня, кілька водяних млинів, пекарень і цегельня. Зокрема в самому селі Мухавці була гуральня і водяний млин .
За адміністративним поділом XVI століття село Мухавка належало до Кам'янецького повіту Подільського воєводства.
За Бучацьким мирним договором (1672) село Мухавка, протягом 1672-1684 рр., була під владою Османської імперії і належала до Чортківської нахії Кам'янецького еялету Подільського пашалику.
Після першого поділу Польщі 1772 р., село Мухавка перейшло до австрійських володінь Габсбургів у Священній Римській імперії (з 1804 р. — Австрійської імперії, з 1867 р. — Австро-Угорщини) і належала до Заліщицького, згодом Чортківського округу «крайси».
В 1809—1815 рр. село Мухавка належало до Російської імперії, як одне з сіл Чортківського округу Тернопільського краю.
В 1867-1918 рр. громада (ґміна) Мухавка належала до Чортківського повіту коронного краю Королівства Галичини та Володимирії у складі  Австрійської імперії, з 1867 р. — Австро-Угорщини.

### XX століття
В 1907 році в селі Мухавка відбувались вибори, від 69 округу , до Віденського парламенту. 356 голосів від 404 важних і 407 проголосованих з 442 зареєстрованих виборців від села Мухавка (включаючи виборців від села Антонів) отримав проукраїнський кандидат Dr. A. Kolessa; Dr. Jan Socha, польський національний кандидат отримав 18 голосів; Dr. A. Mahler, сіоністський кандидат - 12 голосів; K. Wojewoda, радикальний польський кандидат - 18 голосів;  інші кандидати: Ks. D. Biliński, москвофільський кандидат; J. hr. Baworowiki, консервативний польський кандидат та W. Hładysz, російський соціаліст не отримали голосів.
Під час Першої світової війни до Легіону УСС зголосився мешканець Мухавки Володимир Коцюк.
В 1918 році село Мухавка увійшло до складу Західноукраїнської Народної Республіки (ЗУНР).
Під час польсько-української війни, 7 червня 1919 року, під час наступу, відомому в історії як Чортківська офензива, ударом через село Мухавка, УГА проломили польський фронт і здобули Ягільницю, а наступного дня звільнили Чортків. Уривок з "Споминів про визвольну війну бунчужного Олександра Гніздовського", в якому описуються бої, які проходили через село Мухавка.
В 1920 році село Мухавка було приєднано до Польської Республіки, а майно передано під управління Польської держави.
З 1 серпня 1934 року Мухавка належала до ґміни Свидова Чортківського повіту Тернопільського воєводства.
З 1939 по 1941 і з 1944 по 1991 року село Мухавка належала до Чортківського району Тернопільської області Української Радянської Соціалістичної Республіки.
Протягом 1939—1941 років у Чортківській в'язниці НКВС утримувалось 19 мешканців села, з них 3 було замучено та страчено — Василя Барицького, Карла Охвата та Миколу Строценя..
З липня 1941 року, під час Другої світової війни, село Мухавка знаходилось під німецькою окупацією. 14 квітня 1944 року село Мухавка звільнене, разом з іншими сусідніми селами Тлусте, Антонів, Ягольниця, Шульганівка, Стара Ягільниця.
Зі звіту районної НДК (районної науково-дослідної комісії) від 01.07.44 в селі Мухавка був табір для осіб єврейської національності (гетто), в якому знаходилося близько 200 чололовік, які протягом 1941-1944 були майже всі знищені (Державний архів Російської Федерації, фонд Р-7021, опис 75, справа 107, аркуш 324 зворотний, сторінки 95-96, 98).
У 1943-1945 роках у Мухавці працювала підпільна друкарня, що видавала газету «Свобода».
До серед. 1950-х рр. в селі продовжувалась збройна боротьба підпілля ОУН–УПА. У складі боївок УПА воювали Степан Барицький, Іван Буринюк, Йосип Винярчук, Степан Возьний, Михайло Жегус, Петро Кохан, Іван Сушельницький та багато інших.

### Новий час
У 1991 році Мухавка увійшла до складу Чортківського району Тернопільської області незалежної України.
В 1992 році було насипано символічну могилу всім тим, хто боровся за незалежність України. На могилі поставлено залізний хрест з надписом „Слава борцям, які полягли за волю України”, а поряд капличку Матері Божої (1908). Посвячували могилу 24 серпня 1992 року на честь першої річниці Дня Незалежності України.
В 1994 році в селі Мухавка відкрилась зупинка поїзда. Посприяли цьому колишній директор школи Грушицький П.Т., голова сільської ради Березовський Г.Р. та народний депутат України п. Метюк. Побудовано в Мухавці невеличку зупинку з платформою, підведено світло. 19 серпня, якраз на Спаса, поїзд сполученням Тернопіль-Чернівці перший раз зупинився у селі Мухавка. Дівчата у вишиванках зустріли його хлібом-сілью, а голова сільської ради п.Березовський нагородив машиніста вінком з барвінку.
У 1998 році повністю відновлений пам'ятний хрест на честь скасування панщини (спочатку був дерев'яний). Цей хрест нищили двічі. Перший раз частково у 1943 році, згодом його було поставлено на невисокий постамент; у 1948 році хрест знищено повністю. В 1968 році хрест було частково відновлено.
12 червня 2020 року, відповідно до розпорядження Кабінету Міністрів України № 724-р «Про визначення адміністративних центрів та затвердження територій територіальних громад Тернопільської області» увійшло до складу Нагірянської сільської громади.
19 липня 2020 року, в результаті адміністративно-територіальної реформи та ліквідації Чортківського району (1940—2020), увійшло до складу новоутвореного Чортківського району.
З 12 червня 2020 року Мухавка належить до Нагірянської територіальної громади.

## Релігія
Церква
Ймовірно церква в селі Мухавка вже була на початку, або в середині XVIII століття. Ця церква була дерев'яною і присвячена святій Параскевії.
1779 — перше відоме зображення церкви Святої Параскеви в селі Мухавці на топографічній мапі Королівства Галичини та Володимирії 1779–1783 років.
1784 — перша письмова згадка, у виданні УГКЦ «Шематизм Всечесного кліру Греко-Католицької єпархії Станіславівської 1887 року», про ведення окремої метрики для села Мухавка при церкві Святої Параскеви: записи про народження, хрещення, шлюб і смерть.
- Церква святої преподобної Параскеви Терновської (УГКЦ, дерев'яна, 1860 рік). З 1990 року переведено у статус Богослужебної каплиці, в якій в 2012 відкрито музей «Батьківська ікона».
- Церква святої преподобної Параскеви Терновської (УГКЦ, кам'яна 1926 рік). В 2002 році поряд з церквою збудувано двоярусну кам'яну дзвіницю.
- Капличка Ісуса Христа (2013 рік).
- Капличка Матері Божої (2013 рік).

Костел
- Костел (не діючий, 1938 рік)

| Церква святої преподобної Параскеви Терновської (УГКЦ, дерев'яна, 1860 рік) | Церква святої преподобної Параскеви Терновської (УГКЦ, кам'яна, 1926 рік) | Костел Пресвятої Трійці (не діючий, цегляний, 1938 рік) |

## Пам'ятки
- Пам'ятник Тарасові Шевченку (1959).
- Пам’ятний знак воїнам-землякам, які загинули в роки Другої світової війни (1969).[17]
- Фігура святого Юрія, біля старої дерев’яної церкви, де колись був цвинтар (територія теперішнього парку, навпроти школи).
- Символічна могила з капличкою Матері Божої і залізний хрест Борцям за волю України.
- Пам'ятний хрест на честь скасування панщини.

| Пам'ятник Тарасові Шевченку | Пам’ятний знак воїнам-землякам, які загинули в роки Другої світової війни | Фігура святого Юрія | Насипана могила, скульптура Матері Божої і залізний хрест Борцям за волю України |

## Освіта, соціальна сфера, господарство
Освіта
Згідно письмових джерел, в селі Мухавка, вже з другої половини XIX століття, функціонувала школа:
- за Австро-Угорщини:
  - 1870 — перша письмова згадка про початкову школу в селі Мухавка (szkoła trywialna), учителем вказаний Гоцко Марцін (Gocko Marcin).[18]
  - 1891 — 1-но класна школа з українською мовою навчання (93 дітей).[19][20]
  - 1910 — побудоване сучасне шкільне приміщення.
  - 1913 — 2-во класна школа, викладання українською мовою.[21][22]
- за Польської Республіки:
  - 1924 — 2-во класна школа, викладання польською мовою.[23]
  - 1927 — 3-х класна школа, утраквістична (двомовна: українська, польська).[24]
- за Української Радянської Соціалістичної Республіки:
  - 1949 — школу реорганізовано в семирічну;
  - 1952 — перший випуск Мухавської семирічної школи;
  - 1958 — розширено приміщення школи;
  - 1961 — перший випуск восьмирічної школи;
  - 1964 — збудовано ще одне шкільне приміщення.
- за незалежної України:
  - 1991 — школу реорганізовано в дев'ятирічну.

Соціальна сфера
З кінця XIX початку XX століття в селі діяли філії товариств «Просвіта», «Січ», «Луг», «Сокіл» (1934 р.), «Скала» (1934 р.), «Сільський господар», «Спілка малопомістної шляхти» (1939 р.), «Товариство народних шкіл» (1937 р.).
Дівчата з села: Смітюх Зося, Строцень Юстина, Строцень Домініка та інші входили до складу організації «Союз українок» (1938 р.).
У 1890-х роках засновано читальню «Просвіти», при якій функціонувала бібліотека (знищена під час Першої світової війни).
Також в селі Мухавка діяли філії фінансових установ: Українский кооператив «Неділя» (1922 р.), Українский кооператив «Єдність» (1927 р.)
Упродовж  1990-1991 років збудовано новий Будинок культури, в приміщені якого також розмістились Мухавська сільська рада та Сільська бібліотека.
Нині працюють дитячий садочок, Амбулаторія загальної практики та сімейної медицини, торгові заклади, ПАП «Фортуна», фермерське господарство «Багрій».
| Будинок культури, Бібліотека, Мухавська Сільська рада | Мухавська загальноосвітня школа (1901 рік) | Дитячий садок в Мухавці |

Господарство
Виглядає ймовірним, що ставки на річці Тупа в селі Мухавка були створені невдовзі після заснування села.
В XIX столітті відбувалась їх реконструкції (розширення) для збільшення об'ємів вирощування риби та більш ефективного зрошення полів. Ставки повинні були мати площу не менше 100 квадратних саженів і глибину не менше 1,5 метра. 
| Мапа села Мухавка. Ставки.                                | Мапа села Мухавка. Ставки. |
| До та після реконструкції (розширення ) ставків в XIX ст. |                            |

В XX столітті, за часів Польської республіки, в рамках програми з проведення меліорації земель в Галичині в 1930-1939 роках, в селі Мухавка в 1936 році  розпочалося і в 1938 році було завершено будівництво нових ставків. Їх кількість збільшилась до 13-ти, глибина ставків була збільшена близько до 2 метрів, а площа найбільшого становила близько 10 гектарів.
Ставки були призначені для вирощування риби. Промислове вирощування риби в ставках села Мухавка відбувалось до середини 2000-х років.
| 6-й став              | 3-й став |
| Ставки в селі Мухавка |          |

Зараз ставки перебувають у власності села Мухавка і є важливим елементом інфраструктури села, а також місцем відпочинку, як для місцевих жителів так і численних відпочиваючих з і всієї округи.

## Населення
За даними Всеукраїнського перепису населення 2001 року в селі мешкало 706 осіб.
| Розподіл населення за рідною мовою за даними перепису 2001 року: | Розподіл населення за рідною мовою за даними перепису 2001 року: | Розподіл населення за рідною мовою за даними перепису 2001 року: | Розподіл населення за рідною мовою за даними перепису 2001 року: | Розподіл населення за рідною мовою за даними перепису 2001 року: |
| Мова                                                             | Чисельність                                                      | Чисельність                                                      | Відсоток                                                         | Відсоток                                                         |
| ---------------------------------------------------------------- | ---------------------------------------------------------------- | ---------------------------------------------------------------- | ---------------------------------------------------------------- | ---------------------------------------------------------------- |
| українська                                                       | 693                                                              | 706                                                              | 98,16%                                                           | 100%                                                             |
| російська                                                        | 13                                                               | 706                                                              | 1,84%                                                            | 100%                                                             |

Станом на 2020 рік чисельність населення села скоротилося до 615 осіб.
| Рік  | Чисельність населення с. Мухавка з 1836 по 2020 рік | Чисельність населення с. Мухавка з 1836 по 2020 рік | Чисельність населення с. Мухавка з 1836 по 2020 рік | Чисельність населення с. Мухавка з 1836 по 2020 рік |
| Рік  | українці                                            | латиники i поляки                                   | юдеї                                                | Загалом                                             |
| ---- | --------------------------------------------------- | --------------------------------------------------- | --------------------------------------------------- | --------------------------------------------------- |
| 1836 | 641                                                 |                                                     |                                                     | ▲641                                                |
| 1839 | 642                                                 |                                                     |                                                     | ▲642                                                |
| 1840 | 695                                                 |                                                     |                                                     | ▲695                                                |
| 1842 | 678                                                 |                                                     |                                                     | ▼678                                                |
| 1843 | 690                                                 |                                                     |                                                     | ▲690                                                |
| 1844 | 730                                                 |                                                     |                                                     | ▲730                                                |
| 1845 | 632                                                 |                                                     |                                                     | ▼632                                                |
| 1848 | 706                                                 |                                                     |                                                     | ▲706                                                |
| 1850 | 690                                                 |                                                     |                                                     | ▼690                                                |
| 1851 | 705                                                 |                                                     |                                                     | ▲705                                                |
| 1855 | 632                                                 |                                                     |                                                     | ▼632                                                |
| 1856 | 631                                                 |                                                     |                                                     | ▼631                                                |
| 1857 | 631                                                 |                                                     |                                                     | ▬ 631                                               |
| 1858 | 631                                                 |                                                     |                                                     | ▬ 631                                               |
| 1859 | 633                                                 |                                                     |                                                     | ▲633                                                |
| 1860 | 645                                                 |                                                     |                                                     | ▲645                                                |
| 1861 | 621                                                 |                                                     |                                                     | ▼621                                                |
| 1862 | 633                                                 |                                                     |                                                     | ▲633                                                |
| 1863 | 648                                                 |                                                     |                                                     | ▲648                                                |
| 1864 | 635                                                 |                                                     |                                                     | ▼635                                                |
| 1865 | 640                                                 |                                                     |                                                     | ▲640                                                |
| 1866 | 644                                                 |                                                     |                                                     | ▲644                                                |
| 1867 | 638                                                 |                                                     |                                                     | ▼638                                                |
| 1868 | 680                                                 |                                                     |                                                     | ▲680                                                |
| 1871 | 690                                                 |                                                     |                                                     | ▲690                                                |
| 1872 | 708                                                 |                                                     |                                                     | ▲708                                                |
| 1874 | 702                                                 |                                                     |                                                     | ▼702                                                |
| 1875 | 709                                                 |                                                     |                                                     | ▲709                                                |
| 1876 | 704                                                 |                                                     |                                                     | ▼704                                                |
| 1877 | 706                                                 |                                                     |                                                     | ▲706                                                |
| 1878 | 697                                                 |                                                     |                                                     | ▼697                                                |
| 1879 | 678                                                 |                                                     |                                                     | ▼678                                                |
| 1880 | 678                                                 |                                                     |                                                     | ▬ 678                                               |
| 1881 | 778                                                 |                                                     |                                                     | ▲778                                                |
| 1882 | 680                                                 |                                                     |                                                     | ▼680                                                |
| 1883 | 680                                                 |                                                     |                                                     | ▬ 680                                               |
| 1886 | 800                                                 |                                                     |                                                     | ▲800                                                |
| 1887 | 800                                                 |                                                     |                                                     | ▬ 800                                               |
| 1888 | 810                                                 |                                                     |                                                     | ▲810                                                |
| 1890 | 800                                                 |                                                     |                                                     | ▼800                                                |
| 1891 | 810                                                 |                                                     |                                                     | ▲810                                                |
| 1892 | 924                                                 | 6                                                   | 60                                                  | ▲990                                                |
| 1894 | 924                                                 |                                                     |                                                     | ▼924                                                |
| 1895 | 958                                                 | 250                                                 | 38                                                  | ▲1246                                               |
| 1896 | 972                                                 | 180                                                 | 32                                                  | ▼1184                                               |
| 1897 | 983                                                 | 172                                                 | 27                                                  | ▼1182                                               |
| 1898 | 995                                                 | 163                                                 | 27                                                  | ▲1185                                               |
| 1899 | 1010                                                | 153                                                 | 30                                                  | ▲1193                                               |
| 1900 | 990                                                 | 152                                                 | 28                                                  | ▼1170                                               |
| 1901 | 1009                                                | 150                                                 | 28                                                  | ▲1187                                               |
| 1902 | 1029                                                | 154                                                 | 28                                                  | ▲1211                                               |
| 1903 | 1030                                                | 156                                                 | 28                                                  | ▲1214                                               |
| 1904 | 1055                                                | 158                                                 | 26                                                  | ▲1239                                               |
| 1905 | 1050                                                | 150                                                 | 27                                                  | ▼1227                                               |
| 1906 | 1039                                                | 147                                                 | 26                                                  | ▼1212                                               |
| 1907 | 1044                                                | 151                                                 | 27                                                  | ▲1222                                               |
| 1909 | 1090                                                | 160                                                 | 23                                                  | ▲1273                                               |
| 1910 | 1100                                                | 147                                                 | 26                                                  | ▬ 1273                                              |
| 1911 | 1110                                                | 150                                                 | 28                                                  | ▲1288                                               |
| 1912 | 1156                                                | 159                                                 | 32                                                  | ▲1347                                               |
| 1913 | 1178                                                | 162                                                 | 32                                                  | ▲1372                                               |
| 1914 | 1190                                                | 161                                                 | 30                                                  | ▲1381                                               |
| 1921 |                                                     |                                                     |                                                     | ▼1195                                               |
| 1925 | 1100                                                | 300                                                 | 48                                                  | ▲1448                                               |
| 1927 | 1100                                                | 293                                                 | 20                                                  | ▼1413                                               |
| 1929 | 1100                                                | 294                                                 | 21                                                  | ▲1415                                               |
| 1930 | 954                                                 | 274                                                 | 21                                                  | ▼1249                                               |
| 1931 | 957                                                 | 275                                                 | 21                                                  | ▲1253                                               |
| 1935 | 993                                                 | 285                                                 | 18                                                  | ▲1296                                               |
| 1938 | 1005                                                | 301                                                 | 18                                                  | ▲1324                                               |
| 1939 | 1020                                                | 340                                                 | 20                                                  | ▲1380                                               |
| 1993 |                                                     |                                                     |                                                     | ▼678                                                |
| 2001 |                                                     |                                                     |                                                     | ▲706                                                |
| 2014 |                                                     |                                                     |                                                     | ▼620                                                |
| 2018 |                                                     |                                                     |                                                     | ▲628                                                |
| 2020 |                                                     |                                                     |                                                     | ▼615                                                |

## Відомі люди

### Народилися
- Йоахин Кардинал (1889—1960) — підприємець, громадський діяч у Канаді;
- о. Володимир Тарнавський (1912—2002) — релігійний і громадський діяч у Канаді;
- Марія-Ярослава Тарнавська-Косовська (1921—2002) — літераторка;
- Дмитро Ковцун (29.09.1955) — український легкоатлет, учасник Олімпійських ігор.